# The Loved Ones (band)
The Loved Ones is een Amerikaanse punkband afkomstig uit Philadelphia, Pennsylvania. De band is opgericht in 2003 en bestaat uit Dave Hause, David Walsh, Chris Gonzalez, Michael Cotterman en Mike Sneeringer. Hoewel The Loved Ones niet opgeheven is, heeft de band sinds 2010 weinig activiteit meer vertoond.

## Geschiedenis
Eind 2003 werd de band opgericht door Dave Hause, wiens band The Curse net opgeheven was - hij speeldeechter nog wel in Paint It Black. Michael "Spider" Cotterman, voorheen de bassist voor Kid Dynamite, kwam samen met Michael Sneeringer (drummer van Trial by Fire) bij The Loved Ones spelen. Tegen juli 2004 had Hause Paint It Black verlaten om zich geheel te kunnen focussen op het spelen in The Loved Ones. De eerste uitgave van de band was een demo uit 2004. Het jaar daarop liet de band een ep uitgeven (getiteld The Loved Ones) via het kleine label Jade Tree Records.
Als roadie voor The Bouncing Souls kreeg Hause de kans om met The Loved Ones samen met The Bouncings Souls. Later zou de band ook met NOFX touren. NOFX-frontman Fat Mike was onder de indruk van de band, wat ertoe leidde dat de band een contract bij zijn label Fat Wreck Chords tekende. Het debuutalbum Keep Your Heart werd uitgegeven in 2006. Het nummer "100K" van dit album werd gebruikt voor de soundtrack van de videogame Saints Row.
In december 2006 maakte de band bekend dat Cotterman de band had verlaten. Hij werd vervangen door Chris Gonzalez. De band kreeg tevens een ander nieuw lid, namelijk gitarist David Walsh. Beide nieuwe leden waren voormalige leden van The Explosion, een band die kort daarna uiteen zou vallen.
Het tweede studioalbum was getiteld Build & Burn en werd op 5 februari 2008 door Fat Wreck Chords uitgegeven. Het album werd geproduceerd door Pete Steinkopf en Bryan Kienlen van The Bouncing Souls.
Op 3 februari 2009 werd de ep Distractions uitgegeven, wat de derde uitgave van de band via het label Fat Wreck Chords was. De ep bevat drie originele nummers, waarvan twee ("Distracted" en "Last Call") nieuwe en een ("Spy Diddley") al eerder verschenen nummer. De andere drie nummers van de ep zijn covers van "Johnny 99" (Bruce Springsteen), "Lovers Town Revisited" (Billy Bragg), en "Coma Girl" (Joe Strummer).

## Leden
- Dave Hause - zang en gitaar (2003-heden)
- Mike Sneeringer - drums (2003-heden)
- Michael "Spider" Cotterman - basgitaar en zang (2003-2006, 2010, 2015-heden)
- Chris Gonzalez - basgitaar en zang (2006-2015), gitaar en zang (2015-heden)
- David Walsh - gitaar en zang (2006-heden)

## Discografie
Studioalbums
- Keep Your Heart (2006, Fat Wreck Chords)
- Build & Burn (2008, Fat Wreck Chords)

Ep's
- The Loved Ones (2005, Jade Tree Records/Chunksaah Records)
- Distractions (2009, Fat Wreck Chords)

Videoclips
- "100K" (2005)
- "Jane" (2006)
- "The Bridge" (2008)